# Kuijõe
Kuijõe is een plaats in de Estlandse gemeente Lääne-Nigula, provincie Läänemaa. De plaats heeft de status van dorp (Estisch: küla).
Tot in oktober 2013 viel Kuijõe onder de gemeente Risti. In die maand werd Risti bij de fusiegemeente Lääne-Nigula gevoegd.

## Bevolking
Het dorp had 31 inwoners op 31 december 2011 en 48 inwoners op 31 december 2021.